# Ђорђе Вишацки
Ђорђе Вишацки (Београд, 2. април 1975) бивши је репрезентативац Србије у веслању.

## Спортска каријера
Рођен је 2. априла 1975. године у Београду. Веслањем је почео да се бави 1988. у веслачком клубу Партизан за који је наступао 17 година, а чији је и данас члан. Од 1995. до 1999. студира и такмичи се у САД на Универзитету Калифорнија Беркли. Више пута је победио на разним студентским такмичењима, и добитник је неколико престижних признања у САД.
За репрезентацију на светским првенствима дебитовао је 1994. године на у Француској у двојцу без кормилара (У23) са Борком Митровићем и освојио 4. место.
У Холандији 1995. године на Светском првенству (У23) постаје првак света у четверцу са Борком Митровићем, Николом Стојићем, Вуком Ђунићем и корм. Јездановим.
После финала сениорског светског првенства 1996. у четверцу, и осмог места у двојцу 1997. нови велики успех на међународним такмичењима, постигао је са Николом Стојићем 1998., када се као члан југословенске репрезентације такмичио на Светском првенству у Келну, где је освојио бронзану медаљу у двојцу.
У двојцу са Николом Стојићем 2000.год убедљивом победом осваја златну медаљу на Светском купу, што је прва победа и освојена медаља уопште на овим просторима на Светском купу. После низа успешних резултата, квалификовао се да брани част земље на Летњим олимпијским играма 2000. у Сиднеју. Са Николом Стојићем, успева да се са првог места у припремној фази пласира у полуфинале, где су заузели друго место, док су у одлучујућој финалној трци заузели пето место.
После Олимпијских игара у Сиднеју, остао је са Стојићем у тиму веслачке репрезентације СР Југославије, настављајући да учествује на највећим међународним такмичењима.
Тако 2001. године на Светском купу осваја нову медаљу овог пута сребрну. Касније те године на Светском првенству у Луцерну, у Швајцарској, освоја такође сребрну медаљу у двојцу без кормилара. Следеће године освојио је бронзану медаљу на Светском купу у Минхену и пето место на Светском првенству у Севиљи у до тада најбржој трци у историји.
Последњи значајан резултат остварио је у 2004. години, када на Светском првенству у Шпанији и заузима четврто место. Овим наступом за репрезентацију одлучио да заврши каријеру, уступајући место младим српским веслачима у националном тиму.
Од марта 2009. године је генерални секретар Олимпијског комитета Србије. Ожењен је Јеленом Вишацки и родитељи су Луке, Таре и Петре.